# 1965
Het jaar 1965 is een jaartal volgens de christelijke jaartelling.

## Gebeurtenissen
januari
- 1 - Invoering van de Algemene bijstandswet onder verantwoordelijkheid van de toenmalige minister van CRM Marga Klompé.
- 1 - Eerste Nieuwjaarsduik in de Noordzee bij Scheveningen, georganiseerd door zwemclub Residentie. De acht deelnemers krijgen warme erwtensoep.
- 2 - Eerste uitzending van de Veronica Top 40. De eerste nummer 1 is 'I Feel Fine' van The Beatles.
- 2 - In de Generaal Vetterstraat in Amsterdam worden enkele slooppanden gekraakt door studentenechtparen. Dit gebeurt niet heimelijk maar openlijk en georganiseerd, zodat deze gebeurtenis wordt beschouwd als begin van het kraken van woonruimte.
- 19 - De Gemini 2 wordt (onbemand) gelanceerd en na een ballistische vlucht van 3350 km geborgen. De vlucht geldt als een succes.
- 19 - Een oplichtingsschandaal brengt grote opschudding in een (AF) academie in Amerika. Er worden 105 studenten ontslagen.
- 21 - Een extremistische moslim pleegt een aanslag op de Iraanse premier Hassan Ali Mansur, die vijf dagen later aan de gevolgen zal overlijden.
- 22 - Ondertekening van het Verdrag van Straatsburg waarbij medewerking aan radio-uitzendingen vanuit internationale wateren verboden wordt.
- 22 - Op Vliegkamp Valkenburg kapen twee vliegtuigmonteurs zonder vliegervaring een Lockheed Neptune en storten ermee in zee. Beiden komen om en Katwijk ontsnapt aan een ramp.

februari
- 18 - Gambia wordt onafhankelijk van het Verenigd Koninkrijk.
- 19 - Het vrachtschip Sophocles vergaat na een explosie in de lading die bestaat uit kunstmest. Drie opvarenden komen om het leven.
- 21 - In de New Yorkse wijk Harlem wordt Malcolm X doodgeschoten.
- 22 - De Belgische priester Jozef Cardijn, leider van de internationale katholieke arbeidersjeugdbeweging, wordt tot kardinaal verheven.

maart
- 2 - Besloten wordt om de uitvoerende organen van Europese Economische Gemeenschap, de Europese Gemeenschap voor Kolen en Staal en Euratom samen te voegen. De nieuwe naam wordt Europese Gemeenschappen.
- 10 - Prinses Margriet verlooft zich met Pieter van Vollenhoven
- 18 - Vanaf ruimtevaartuig Voschod 2 voert kosmonaut Aleksei Leonov de eerste ruimtewandeling uit.
- 19 - Arie den Hartog wint als eerste Nederlander de voorjaarsklassieker Milaan-San Remo.
- 19 - Willem Duys ontvangt in Voor de vuist weg de Amsterdamse student Bart Huges, die beweert tot een hogere staat van bewustzijn te kunnen komen door een gaatje in zijn voorhoofd te boren. (trepanatie)
- 20 - France Gall wint het tiende Eurovisiesongfestival voor Luxemburg met het nummer Poupée de cire, poupée de son.
- 23 - Lancering van de Gemini 3, de eerste Amerikaanse ruimtevlucht met een meerpersoons bemanning.

april
- 19 - in het tijdschrift Electronics wordt het artikel "Cramming more components onto integrated circuits" gepubliceerd. Het vier pagina's tellende artikel van de hand van Gordon Moore zal de basis vormen van een van de bekendste wetten uit de IT-industrie: de Wet van Moore.
- 20 - Jan Berger wordt geïnstalleerd als nieuwe burgemeester van Groningen. Hij volgt Jan Tuin op.
- april - India en Pakistan raken in oorlog over de Rann van Kutch, een moerasgebied op de grens tussen beide landen. Dit wordt wel de Tweede Kasjmiroorlog genoemd.

mei
- 12 - West-Duitsland en Israël knopen diplomatieke betrekkingen aan. Vervolgens verbreken negen Arabische landen hun betrekkingen met Bonn.
- 18 - De Israëlische spion Eli Cohen wordt in Damascus opgehangen.
- 23 - De Belgische parlementsverkiezingen.
- 25 - De organisatie Provo wordt opgericht.
- 28 - De eerste trein met ATB rijdt tussen Amersfoort en Hilversum.

juni
- 1 - Ontdekking van de kosmische achtergrondstraling door Arno Allan Penzias en Robert Woodrow Wilson.
- 3 - Lancering van de Gemini 4, piloot Edward White voert als eerste Amerikaan een ruimtewandeling uit.
- 11 - Bram de Swaan, redacteur van het studentenblad Propria Cures, wordt door de Amsterdamse kantonrechter veroordeeld tot een geldboete wegens "smadelijke godslastering". Hij had een reportage gemaakt over "J. van Nazareth".
- 19 - In Algerije wordt president Ben Bella bij een staatsgreep afgezet.
- 19 - Maarschalk Nguyen Cao Ky wordt premier van Zuid-Vietnam.
- 28 - Verloving van prinses Beatrix met de Duitse diplomaat Claus van Amsberg.

juli
- 1 - In Enschede wordt profvoetbalclub FC Twente opgericht na een fusie tussen Sportclub Enschede en de Enschedese Boys.
- 12 - Boven het Noord-Hollandse Hoogwoud botsen twee Starfighters op elkaar.
- 16 - De presidenten van Frankrijk en Italië, Charles de Gaulle en Giuseppe Saragat, openen de Mont Blanctunnel.
- 25 - Bob Dylan wordt op het Newport Folk Festival uitgejoeld en als verrader uitgescholden, omdat hij een elektrische gitaar bespeelt.
- 26 - De Malediven worden onafhankelijk van het Verenigd Koninkrijk.
- 28 - De nieuwe Belgische regering van katholieken en socialisten onder Pierre Harmel telt voor het eerst een vrouwelijke minister: Marguerite De Riemaecker-Legot van Gezinszaken en Maatschappelijk Werk.

augustus
- 7 - Gaston Roelants scherpt zijn wereldrecord 3000 meter steeple verder aan tot 8.26,4.
- 9 - Singapore scheidt zich af van Maleisië.
- 10 - De Vroom & Dreesmann-vestiging in Tilburg wordt door een zeer grote uitslaande brand volledig in de as gelegd.
- 19 - Einde van het tweede Auschwitzproces te Frankfurt.
- 21 - Lancering van de Gemini 5. Met deze ruimtevlucht van bijna acht dagen breken de Verenigde Staten voor het eerst het duurrecord voor bemande ruimtevluchten.
- 21 - Het eerste nummer van het weekblad Voetbal International verschijnt.
- 22 - Inhuldiging van de nieuwe IJzertoren.
- 25 - Oprichting SUR (Stichting tot Uitzenden van Reclame), later genoemd STER (Stichting Etherreclame), de exploitatiemaatschappij van de publieke zenders voor reclame.

september
- 9 - De eerste Leopard I-tank verlaat de fabriek.
- 17 - Peter J. Muller en Willem de Ridder brengen het muziekblad Hitweek op de markt.
- 25 - Het nieuwe gebouw van de Volkskrant aan de Amsterdamse Wibautstraat wordt geopend. In de nacht ervoor verdween de onderkop Katholiek Dagblad voor Nederland, die sinds 1945 op de voorpagina had gestaan.

oktober
- 9 - Te Paranam wordt door koningin Juliana de aluminiumsmelter van Suralco in bedrijf gesteld. Het bedrijf werkt op elektriciteit uit de waterkrachtcentrale van de Afobakadam.
- 11 - Start van de nationale pop-radiozender Hilversum 3. Het is een poging van de Hilversumse omroepen om tegengas te geven aan de commerciële omroepen als Veronica en andere zeezenders.
- 15 - De eerste gewapende bankoverval in Nederland vindt plaats in Tilburg. De overvallers zijn Fransen en Belgen, die zich verplaatsen in witte Citroëns en daarom de "Citroënbende" worden genoemd. De buit bedraagt 800.000 gulden.
- 22 - Nabij Veckerhagen stort een C-119 van de Belgische Luchtmacht neer. Er vallen 8 doden.

november
- 10 - In Brussel wordt het beeldje van Manneken Pis gestolen.
- 16 - Rond 6:40 uur wordt boven een groot deel van Nederland een meteoor waargenomen. De meteoriet, mogelijk afkomstig van de Leoniden, trok in oostelijke richting.[1]
- 24 - Het schip Ping An loopt aan de grond bij Ter Heijde. Het wordt in de maanden erna op het strand gesloopt.
- 25 - De Congolese stafchef Mobutu pleegt zijn 2de staatsgreep en blijft definitief aan de macht.

december
- 1 - Blow-out van gasbron Sleen-2 bij 't Haantje (Coevorden), de enige blow-out in de geschiedenis van de Nederlandse gaswinning.
- 4 - Lancering van de bemande Gemini 7. Gemini 7 vestigt een nieuw duurrecord (ruim 13 dagen), en heeft een rendez-vous met Gemini 6A.
- 7 - Paus Paulus VI vaardigt op de voorlaatste dag van het Concilie een motu proprio (Integrae Servandae) uit, waarmee het Heilig Officie verandert in de Congregatie voor de Geloofsleer. Volgens de paus is geloofsverdediging (...) in deze tijd het best gediend met het bevorderen van goede theologie. Daarom moet de nieuwe congregatie het positieve accentueren, in plaats van het negatieve, aanmoedigen in plaats van veroordelen en nieuwe bronnen aanboren.
- 7 - Paus Paulus VI en de Grieks-Orthodoxe patriarch Athenagoras I van Constantinopel heffen de wederzijdse excommunicaties op die in 1054 zijn afgekondigd.
- 15 - Lancering van de bemande Gemini 6A. Gemini 6A heeft een rendez-vous met Gemini 7, het eerste in de geschiedenis.
- 15 - Koningin Juliana opent de Zeelandbrug over de Oosterschelde, met 5022 meter dan de langste brug van Europa.
- 17 - Minister Den Uyl kondigt in Heerlen de sluiting van de kolenmijnen aan.
- 18 - Minister Suurhoff geeft in Europoort het startsein voor de veerdienst Rotterdam - Hull van North Sea Ferries. Voorlopig zal driemaal per week een veerboot uitvaren.
- 27 - In Rotterdam wordt begonnen met de bouw van Ommoord, de eerste hoogbouwwijk van Nederland.

zonder datum
- Van meer dan 1600 planetoïden heeft men de banen vrij nauwkeurig vastgesteld, maar er zijn er meer dan zesduizend waargenomen.
- Mies Bouwman start met 'haar' televisieprogramma Mies en scène, een mengeling van gesprekken, actualiteiten en amusement.
- De vieringen van de H. Mis worden in Nederland voortaan grotendeels in de landstaal gehouden zodat daarmee (de verplichting van) de totale Latijnse riten worden afgeschaft. Dit is een uitvloeisel van het Tweede Vaticaans Concilie.
- Studenten beginnen te eisen dat Leuven Vlaams wordt.

## Muziek

### Klassieke muziek
- 7 maart: eerste uitvoering van Celloconcert van Bo Linde
- 12 maart: eerste uitvoering van Strijkkwartet van Witold Lutosławski
- 2 mei: eerste uitvoering van Symfonie nr. 2 van William Bolcom
- 12 mei: eerste uitvoering van Session I van William Bolcom
- 20 juni: eerste uitvoering van Paroles tissées van Witold Lutosławski
- 27 september: eerste uitvoering van Strijkkwartet nr. 7 van Vagn Holmboe
- 8 oktober: eerste uitvoering van de Drie postludes van Witold Lutosławski
- 14 december: eerste uitvoering van Strijkkwartet nr. 8 van Vagn Holmboe

### Populaire muziek
- De eerste oorspronkelijk Nederlandse musical gaat in première: Heerlijk duurt het langst, van Annie Schmidt en Harry Bannink. In de hoofdrollen Conny Stuart en Leen Jongewaard.
- De psychedelische rockband Pink Floyd ontstaat en er volgen ruim 40 jaren van ongekend succes.
- De Hit van het jaar wordt De dans van Zorba van het Trio Hellenique
- Johnny Lion heeft veel succes met Sophietje
- De beatmuziek neemt verder bezit van de jeugd met albums als:
  - Golden Earring - Just Earrings
  - The Beatles - Help!
  - The Beatles - Rubber Soul
  - The Rolling Stones - December's Children
  - The Rolling Stones - Out of Our Heads
  - The Rolling Stones - The Rolling Stones No. 2
  - The Rolling Stones - The Rolling Stones, Now!
  - The Who - My Generation

De volgende platen worden top 3-hits in de Veronica Top 40:
- Barry McGuire - Eve of Destruction
- Chubby Checker - Lovely Lovely
- Cowboy Gerard & The Rodeo Riders - Het Spel Kaarten
- Dave Berry - This Strange Effect
- Jewel Akens - The Birds And The Bees
- Lucille Starr - Colinda/Crazy Arms en Quand le Soleil Dit Bonjour Aux Montagnes (The French Song)
- Nini Rosso - Il Silenzio
- Orkest Gudrun Jankis - Let Kiss
- Petula Clark - Downtown
- Roy Orbison - Pretty Woman
- Sam the Sham & the Pharaohs - Wooly Bully
- Shawn Elliott - Shame And Scandal in The Family
- The Animals - Bring it on Home to me
- The Beatles - Eight Days a Week/Baby's in Black, Help!, I Feel Fine, Rock And Roll Music/No Reply, Ticket to Ride, We Can Work it Out/Day Tripper en Yesterday
- The Byrds - Mr. Tambourine Man
- The Fortunes - Here It Comes Again en You've Got Your Troubles
- The Hunters - Mr. Tambourine Man
- The Motions - Wasted Words
- The Rolling Stones - Get Off of My Cloud, (I Can't Get No) Satisfaction en The Last Time
- The Scorpions - Hello Josephine

## Beeldende kunst

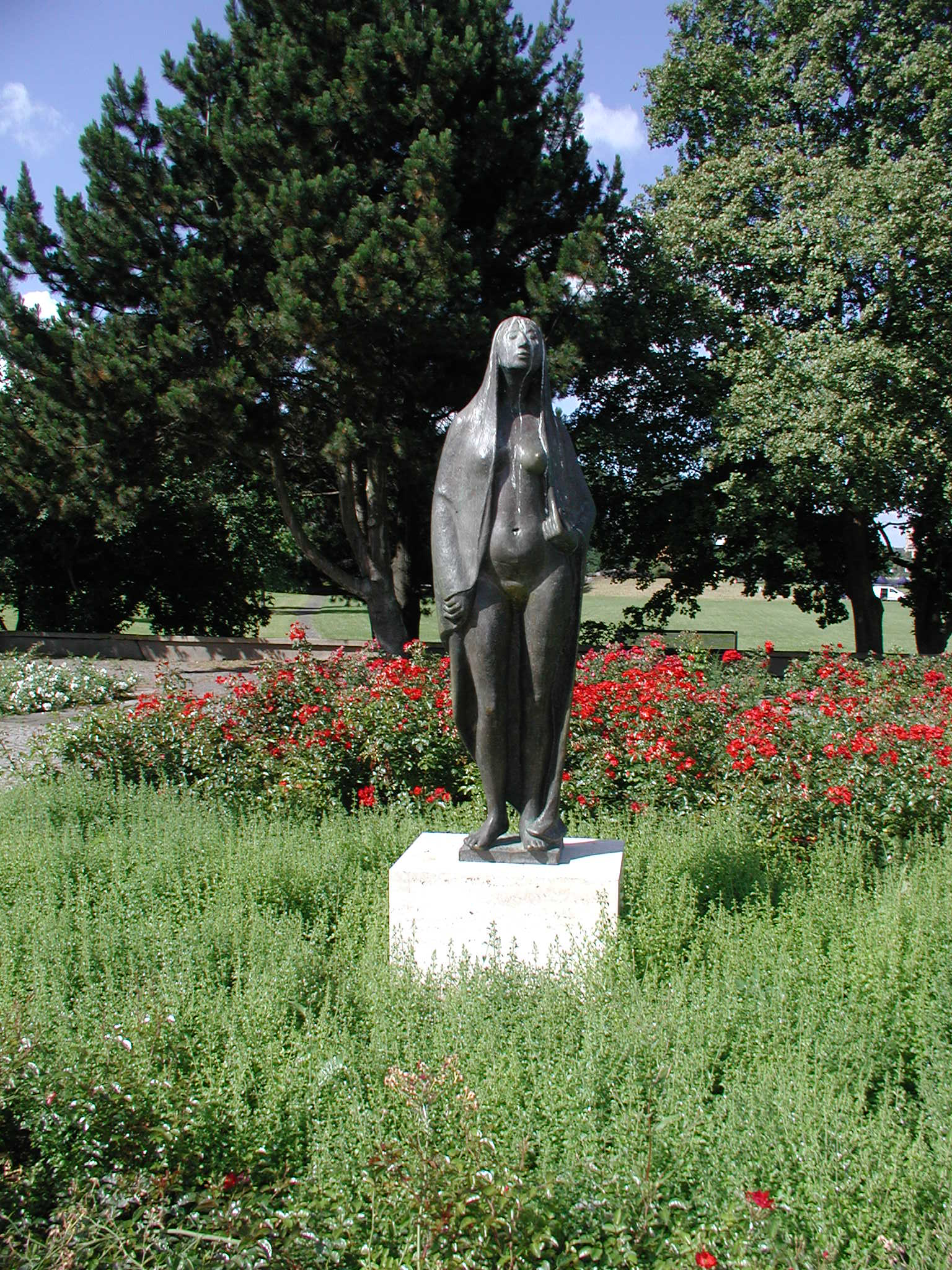
Gaea (1965) Gerhard Marcks, Keulen

## Bouwkunst

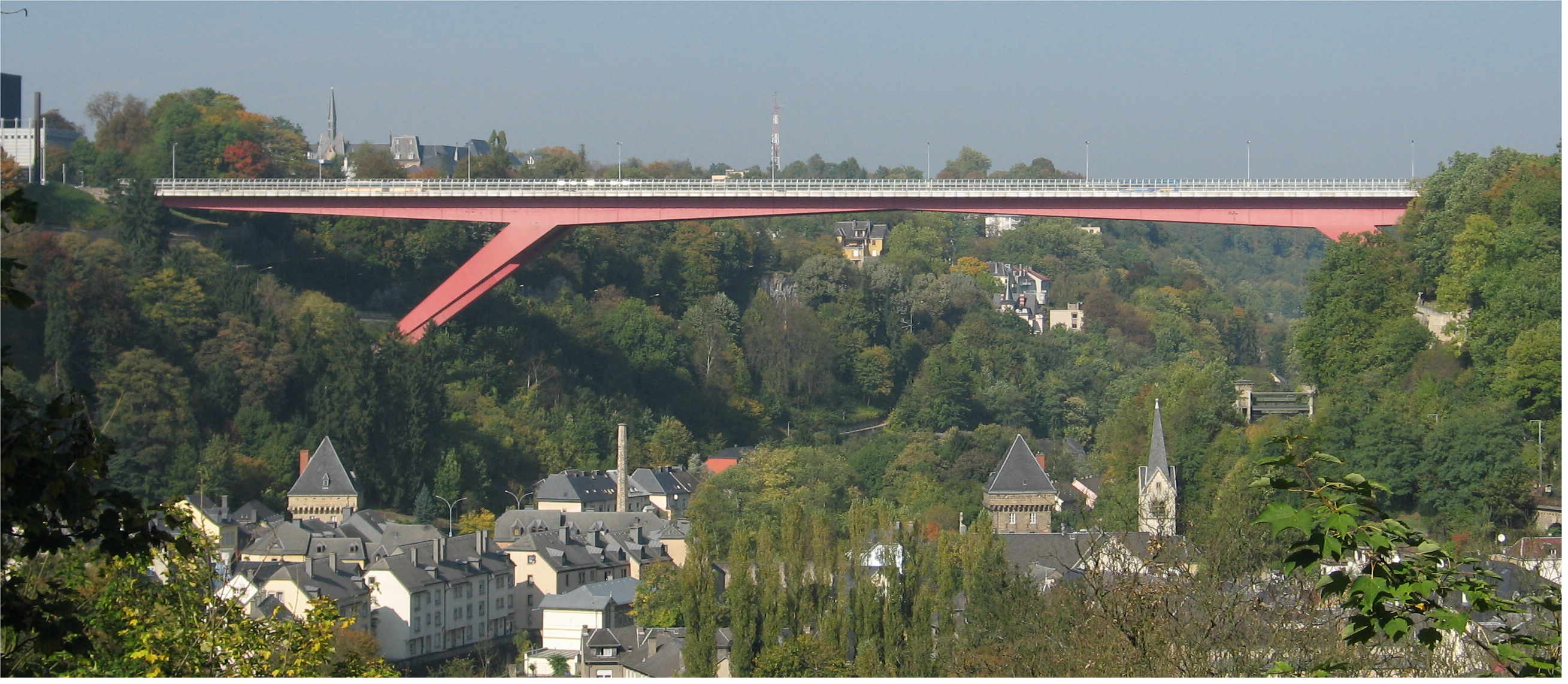
Groothertogin Charlottebrug, Luxemburg (1965) Egon Jux

## Geboren

### januari
- 1 - Joost Steenkamer, Nederlands golfer
- 2 - Fahrettin Koca, Turks politicus en arts
- 4 - Kléber Fajardo, Ecuadoraans voetballer
- 4 - Guy Forget, Frans tennisser
- 4 - Beth Gibbons, Engels zangeres (Portishead)
- 4 - Julia Ormond, Engels actrice
- 5 - Patrik Sjöberg, Zweeds atleet
- 6 - Bjørn Lomborg, Deens politicoloog, statisticus en publicist
- 7 - Dieter Thomas Kuhn, Duits muzikant
- 8 - Michelle Forbes, Amerikaans actrice
- 8 - Nicolien Mizee, Nederlands schrijfster
- 9 - Jonnie Boer, Nederlands meesterkok (overleden 2025)
- 10 - Choi Dae-shik, Zuid-Koreaans voetballer (overleden 2024)
- 10 - Butch Hartman, Amerikaans animatieregisseur en producer
- 10 - Ian McConnachie, Brits motorcoureur
- 11 - Roland Scholten, Nederlands darter
- 11 - Giorgio Vismara, Italiaans judoka
- 12 - Just Spee, Nederlands voetbalbestuurder
- 13 - Rod Rosenstein, Amerikaans jurist en politicus
- 14 - Sjamil Basajev, Tsjetsjeens opstandsleider (overleden 2006)
- 14 - Marc Delissen, Nederlands hockeyer
- 15 - Maurizio Fondriest, Italiaans wielrenner
- 15 - Francis Hoenselaar, Nederlands dartster
- 15 - Adam Jones, Amerikaans gitarist
- 16 - John Carver, Engels voetballer en voetbaltrainer
- 17 - Sam Dillemans, Belgisch kunstschilder
- 18 - John Talen, Nederlands wielrenner
- 19 - Eziolino Capuano, Italiaans voetbalcoach
- 19 - Roy Helge Olsen, Noors voetbalscheidsrechter
- 20 - Greg K., Amerikaans bassist
- 20 - Sophie Rhys-Jones, gravin van Wessex; schoondochter van koningin Elizabeth II
- 22 - DJ Jazzy Jeff, artiestennaam van Jeffrey Townes, Amerikaans hiphop-artiest en -producer
- 22 - Diane Lane, Amerikaans actrice
- 24 - Mike Awesome, Amerikaans professioneel worstelaar (overleden 2007)
- 24 - Robin Dutt, Duits voetbalcoach
- 25 - Esther Roord, Nederlands actrice
- 26 - Henk Hagoort, Nederlands historicus en omroepbestuurder
- 26 - Xiao Hongyan, Chinees atlete
- 26 - Kevin McCarthy, Amerikaans Republikeins politicus
- 27 - Alan Cumming, Schots acteur
- 27 - Mike Newell, Engels voetballer
- 31 - René Trost, Nederlands voetballer en voetbalcoach

### februari
- 1 - Brandon Lee, Amerikaans vechtsportacteur, zoon van Bruce Lee (overleden 1993)
- 1 - Stéphanie van Monaco, Monegasks prinses
- 1 - John Bosman, Nederlands voetballer en voetbaltrainer
- 2 - René Hermans, Belgisch atleet
- 4 - Juan Curuchet, Argentijns wielrenner
- 4 - John van Loen, Nederlands voetballer en voetbaltrainer
- 5 - Daan Ekkel, Nederlands acteur en programmamaker
- 5 - Quique Sánchez Flores, Spaans voetballer en voetbalcoach
- 5 - Emilie Gordenker, Amerikaans kunsthistorica en museumdirecteur
- 5 - Gheorghe Hagi, Roemeens voetballer
- 6 - Robin van Helden, Nederlands atleet
- 6 - Simone Lahbib, Brits actrice
- 7 - Andrea Chiurato, Italiaans wielrenner
- 7 - Chris Rock, Amerikaans acteur, komiek, scriptschrijver, televisie- en filmproducent en filmregisseur
- 7 - Nicolai Vollquartz, Deens voetbalscheidsrechter
- 8 - Joshua Kadison, Amerikaans zanger en liedjesschrijver
- 8 - Richard van Zwol, Nederlands topambtenaar en lid van de Raad van State
- 9 - Christian Schenk, Duits meerkamper
- 11 - Álvaro Peña, Boliviaans voetballer
- 11 - Marceline Schopman, Nederlands televisiepresentatrice
- 11 - Step Vaessen, Nederlands (tv-)journaliste
- 12 - Brett Kavanaugh, Amerikaans opperrechter
- 13 - Kenny Harrison, Amerikaans atleet
- 14 - Mental Theo (Theo Nabuurs), Nederlands dj en televisiepresentator (MTV)
- 14 - Birgit Donker, Nederlands journaliste en bestuurder
- 15 - Gustavo Quinteros, Argentijns-Boliviaans voetballer en voetbalcoach
- 16 - Robert Emmijan, Sovjet-Russisch/Armeens atleet
- 16 - Lucinda Riley, Iers schrijfster en actrice (overleden 2021)
- 17 - Nazim Süleymanov, Sovjet-Azerbeidzjaans voetballer
- 18 - Dr. Dre, Amerikaans rapper en muziekproducent
- 18 - Theo Meijer, Nederlands judoka
- 19 - Rubén Darío Hernández, Colombiaans voetballer
- 20 - Manuel Ocampo, Filipijns kunstschilder
- 22 - Nathan Dahlberg, Nieuw-Zeelands wielrenner
- 22 - Hamit Karakus, Turks-Nederlands politicus
- 23 - Koenraad Goudeseune, Vlaams dichter, prozaschrijver en recensent (overleden 2020)
- 23 - Valeri Sjmarov, Russisch voetballer en trainer
- 24 - Hans-Dieter Flick, Duits voetbaltrainer en voormalig profvoetballer
- 25 - Kristin Davis, Amerikaans actrice
- 26 - Serghei Alexandrov, Moldavisch voetballer
- 26 - Kazuyoshi Miura, Japans voetballer
- 27 - Pablo Bengoechea, Uruguayaans voetballer
- 27 - David Gail, Amerikaans acteur (overleden 2024)
- 27 - Alexander Goldin, Amerikaans schaker
- 27 - Andrea Schöpp, Duits curlingspeler

### maart

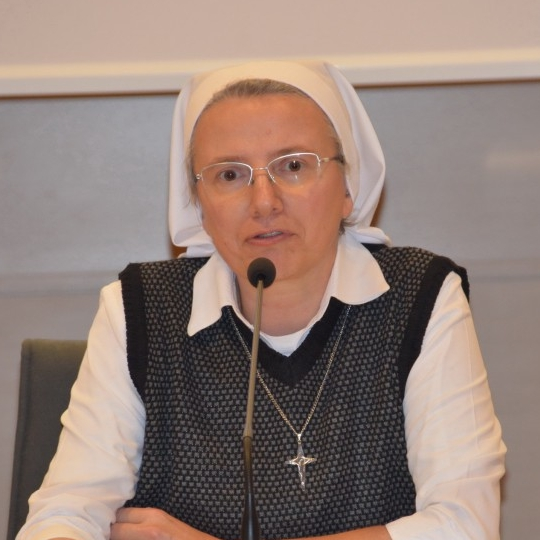
Simona Brambilla,
geboren op 27 maart

- 3 - Ben van Dael, Nederlands voetbaltrainer
- 3 - Oscar Dertycia, Argentijns voetballer
- 3 - Nicole le Fever, Nederlands tv-journaliste
- 3 - Dragan Stojković, Servisch voetballer
- 4 - Khaled Hosseini, Afghaans-Amerikaans schrijver en arts
- 4 - Viktor Sjapovalov, Russisch autocoureur
- 8 - Asha Radjkoemar, Surinaamse schrijfster (overleden 2021)
- 9 - Uta Bresan, Duits schlagerzangeres en presentatrice
- 9 - Helena Margaretha Kroon, Nederlands schrijfster
- 9 - Antonio Saca, Salvadoraans president
- 10 - Hans Biesheuvel, Nederlands ondernemer en bestuurder
- 10 - Deezer D, Amerikaans acteur en rapper (overleden 2021)
- 11 - Nigel Adkins, Engels voetballer en voetbaltrainer
- 13 - Cees Geel, Nederlands acteur
- 13 - Frode Granhus, Noors schrijver (overleden 2017)
- 14 - Jean Paul de Bruijn, Nederlands biljarter
- 14 - Aamir Khan, Indiaas acteur
- 15 - Pascal Tayot, Frans judoka
- 16 - Belén Rueda, Spaans actrice en model
- 18 - Peter Pieters (atleet), Belgisch atleet
- 18 - Ray Stewart, Jamaicaans atleet
- 20 - William Dalrymple, Schots historicus en schrijver
- 20 - Ron de Roode, Nederlands voetballer (overleden 2022)
- 21 - Zerihun Gizaw, Ethiopisch atleet
- 23 - Mário Tilico, Braziliaans voetballer
- 24 - Mark Calaway, Amerikaans professioneel worstelaar
- 24 - Peter Öttl, Duits motorcoureur
- 25 - Stefka Kostadinova, Bulgaars atlete
- 25 - Sarah Jessica Parker, Amerikaans actrice
- 25 - Menno Reemeijer, Nederlands radiopresentator
- 26 - Trey Azagthoth, Amerikaans gitarist
- 26 - Jonathan Glazer, Brits regisseur
- 27 - Simona Brambilla, Italiaans non en prefect
- 28 - Steve Bull, Engels voetballer en voetbalcoach
- 29 - Sorin Corpodean, Roemeens voetbalscheidsrechter
- 29 - Lara Wendel, Duits voormalig actrice
- 30 - Eric ter Keurs, Nederlands politicus (CDA)
- 31 - Jacqueline Kim, Amerikaans actrice

### april
- 1 - Anne-Mei The, Nederlands hoogleraar langdurige zorg
- 2 - Rodney King, Amerikaans taxichauffeur; slachtoffer van politiegeweld (overleden 2012)
- 2 - Tim Overdiek, Nederlands journalist en presentator
- 4 - Robert Downey jr., Amerikaans acteur
- 6 - Black Francis, Amerikaans zanger (Pixies)
- 6 - Amedeo Carboni, Italiaans voetballer
- 6 - Rica Reinisch, Oost-Duits zwemster en olympisch kampioene (1980)
- 6 - Lieve Slegers, Belgisch atlete
- 7 - John de Bever, Nederlands (zaal)voetballer en volkszanger
- 7 - Sylvain Luc, Frans jazzgitarist (overleden 2024)
- 7 - Alexander Mronz, Duits tennisser
- 8 - Vince de Lange, Nederlands atletiekcoach
- 8 - Remco Pielstroom, Nederlands waterpolospeler
- 9 - Helen Alfredsson, Zweeds golfster
- 9 - Paolo Canè, Italiaans tennisser
- 9 - Astrid Nienhuis, Nederlands bestuurder en politica
- 10 - Theo Jubitana, Surinaams inheems leider (overleden 2021)
- 12 - Alexei Scala, Moldavisch voetballer
- 13 - Michal Bílek, Tsjechisch voetballer en voetbalcoach
- 15 - Linda Perry, Amerikaans zangeres, songwriter en producer
- 17 - Paul Depla, Nederlands politicus en bestuurder; burgemeester van Breda
- 17 - Joris Lutz, Nederlands acteur en presentator
- 18 - Rob Stenders, Nederlands diskjockey
- 19 - Anders Eriksson, Fins voetballer
- 20 - Rolf Sørensen, Deens wielrenner
- 21 - Thomas Helmer, Duits voetballer
- 22 - David Vincent, Amerikaans deathmetalzanger en -bassist
- 24 - Wayne Jones, Engels darter
- 24 - Peter Stevenhaagen, Nederlands wielrenner
- 24 - Steve Trittschuh, Amerikaans voetballer
- 27 - Vincent Bijlo, Nederlands cabaretier en columnist
- 27 - Anna Chancellor, Amerikaans actrice

### mei
- 2 - Nicola Ayroldi, Italiaans voetbalscheidsrechter
- 2 - Inge Nieuwenhuizen,  Nederlands politica (VVD); sinds 2021 burgemeester van De Wolden
- 2 - Wim Vandeven, Belgisch kinesitherapeut, sport- en conditietrainer en atleet
- 3 - Rob Brydon, Brits acteur en komiek
- 3 - Fran Escribá, Spaans voetbaltrainer
- 3 - Mary Trump, Amerikaans psychologe, zakenvrouw en schrijfster
- 4 - Peter Bording, Nederlands bariton
- 7 - Henrik Andersen, Deens voetballer
- 7 - Hilde Kieboom, Belgisch bestuurster
- 7 - Pascal Plovie, Belgisch voetballer
- 7 - Norman Whiteside, Noord-Iers voetballer
- 8 - Petra Stienen, Nederlands politica (D66)
- 9 - Petri Järvinen, Fins voetballer
- 10 - Linda Evangelista, Canadees model
- 11 - Johan Dessing, Nederlands politicus
- 11 - Stefano Domenicali, Italiaans teambaas van F1-team Ferrari
- 14 - Eoin Colfer, Iers schrijver
- 15 - René Beuker, Nederlands wielrenner
- 18 - Marty Jemison, Amerikaans wielrenner
- 20 - Françoise Dethier, Belgisch atlete
- 20 - Sylvia Dethier, Belgisch atlete
- 21 - Douglas Khoo, Maleisisch autocoureur
- 22 - William Castro, Uruguayaans voetballer
- 23 - Melissa McBride, Amerikaans actrice
- 23 - Tom Tykwer, Duits filmregisseur en filmproducent
- 24 - Kees van Amstel, Nederlands columnist en cabaretier
- 25 - Yahya Jammeh, Gambiaans militair en politicus
- 25 - Roef Ragas, Nederlands acteur (overleden 2007)
- 26 - Dirk Holemans, Vlaams politicus
- 26 - Friso Nijboer, Nederlands schaker
- 27 - Pat Cash, Australisch tennisser
- 28 - Robbi Chong, Canadees actrice en model
- 28 - Mike Musyoki, Keniaans atleet
- 29 - Marcelo Ramírez, Chileens voetballer
- 30 - Peter Paul Muller, Nederlands acteur
- 31 - Brooke Shields, Amerikaans actrice

### juni
- 1 - Larisa Lazoetina, Russisch langlaufster
- 1 - Olga Nazarova, Russisch atlete
- 2 - Willie Dille, Nederlands politica (overleden 2018)
- 3 - Sabrina Goleš, Joegoslavisch tennisster
- 3 - Hans Kroes, Nederlands zwemmer
- 5 - Arda Gerkens, Nederlands politica (SP)
- 6 - Lucy Tyler-Sharman, Australisch wielrenster
- 7 - Damien Hirst, Brits kunstenaar en ondernemer
- 8 - Julianna Margulies, Amerikaans actrice
- 8 - Ronald van der Geer, Nederlands sportverslaggever
- 8 - Rob Pilatus, Amerikaans zanger (Milli Vanilli) (overleden 1998)
- 9 - Giuseppe Cipriani, Italiaans autocoureur
- 9 - Henri Kiens, Nederlands triatleet
- 9 - Mark Koks, Nederlands atleet, du- en triatleet
- 10 - Johan Geleyns, Belgisch basketballer (overleden 2009)
- 10 - Elizabeth Hurley, Amerikaans actrice
- 10 - Andrea Kiewel,  Duits televisiepresentatrice
- 10 - Joey Santiago, Filipijns gitarist
- 11 - Christian Streich, Duits voetballer en voetbalcoach
- 12 - Carlos Luis Morales, Ecuadoraans voetballer (overleden 2020)
- 12 - Patrick Niessen, Belgisch biljarter
- 12 - Gwen Torrence, Amerikaans atlete
- 13 - Boiadeiro, Braziliaans voetballer en coach
- 13 - Prinses Cristina van Spanje
- 13 - Wilma van Onna, Nederlands atlete
- 13 - Lisa Vidal, Amerikaans actrice
- 14 - Natasja Froger, Nederlands televisiepresentatrice
- 14 - Eva Lind, Oostenrijks sopraan en televisiepresentatrice
- 15 - Annelies Bredael, Belgisch roeikampioene
- 15 - Mark Farrington, Engels voetballer
- 15 - Bernard Hopkins, Amerikaans bokser
- 15 - Jolanda Slenter, Nederlands Paralympisch sportster
- 15 - Sonia Van Renterghem, Belgisch atlete
- 16 - Laverne Eve, Bahamaans atlete
- 16 - Karina Skibby, Deens wielrenster
- 17 - José Oscar Herrera, Uruguayaans voetballer
- 17 - Dan Jansen, Amerikaans schaatser
- 17 - Richard Polaczek, Belgisch schaker
- 18 - Kim Dickens, Amerikaans actrice
- 19 - Sabine Braun, Duits atlete
- 20 - Marc Van Ranst, Belgisch hoogleraar virologie
- 21 - Yang Liwei, de eerste Chinees ruimtevaarder
- 22 - Demetrio Angola, Boliviaans voetballer
- 22 - Daphne Jongejans, Nederlands schoonspringster
- 22 - Kees Momma, Nederlands schrijver
- 22 - Ľubomír Moravčík, Slowaaks voetballer en voetbalcoach
- 23 - Suzanne Bosman, Nederlands televisiepresentatrice (RTL Nieuws)
- 24 - Michael Knauth, Duits hockeyer
- 25 - Jean Castex, Frans politicus
- 25 - Tricia Cooke, Amerikaans filmeditor, scenarioschrijver en filmproducent
- 25 - Noel Pearson, Australisch jurist, historicus en mensenrechtenverdediger
- 25 - Kerri Pottharst, Australisch beachvolleyballer
- 26 - Michael Rascher, Canadees roeier
- 27 - Juan Guamán, Ecuadoraans voetballer
- 28 - Morten Bruun, Deens voetballer
- 28 - Belayneh Densamo, Ethiopisch atleet
- 28 - Alex van Galen, Nederlands scenario- en thrillerschrijver
- 30 - Babette Degraeve, Belgisch beeldhouwer en kunstschilder
- 30 - Dietmar Drabek, Oostenrijks voetbalscheidsrechter
- 30 - Yvonne van Mastrigt, Nederlands bestuurder en burgemeester
- 30 - Gary Pallister, Engels voetballer

### juli
- 2 - Luc Borrelli, Frans voetballer (overleden 1999)
- 2 - Ron van der Ende, Nederlands beeldhouwer
- 5 - Sergio, Vlaams zanger en presentator
- 6 - Laila al-Zwaini, Nederlands-Iraaks juriste en arabiste (overleden 2025)
- 7 - Mo Collins, Amerikaans actrice
- 7 - Jeroen van Inkel, Nederlands diskjockey
- 9 - Nadine Capellmann, Duits amazone
- 9 - Anthony Romero, Amerikaans mensenrechtenactivist
- 9 - Joël Voordewind, Nederlands politicus
- 10 - Danny Boffin, Belgisch voetballer
- 10 - Mitar Mrkela, Servisch voetballer
- 11 - Tiedo Groeneveld, Nederlands popmuzikant
- 11 - Dineke de Groot, Nederlands juriste; president van de Hoge Raad der Nederlanden sinds 2020
- 11 - Ernesto Hoost, Nederlands kickbokser
- 14 - Margôt Ros, Nederlands actrice en regisseuse
- 16 - Patricia Remak, Nederlands juriste en politica
- 18 - Marjon Wijnsma, Nederlands atlete
- 19 - Július Šimon, Slowaaks voetballer
- 22 - Joke de Kruijf, Nederlands musicalster en actrice
- 23 - Slash, Engels gitarist (o.a. Guns N' Roses)
- 23 - Jan de Vries, Nederlands politicus
- 24 - Gijs Weterings, Nederlands hockeyer
- 25 - Ina Müller, Duits zangeres, cabaretière en talkshowhost
- 26 - Matthijs van Heijningen jr., Nederlands filmregisseur, -producent en scenarioschrijver
- 27 - José Luis Chilavert, Paraguayaans voetballer
- 29 - Bart-Jan Baartmans (bekend als 'BJ Baartmans') Nederlands zanger en gitarist
- 30 - Leonel Álvarez, Colombiaans voetballer en voetbalcoach
- 30 - Sybrand van Haersma Buma, Nederlands politicus (CDA)
- 31 - J.K. Rowling, Brits schrijfster (Harry Potter)

### augustus
- 1 - Edward Belfort, Surinaams politicus en televisiepresentator (overleden 2025)
- 1 - Sam Mendes, Brits theater- en filmregisseur
- 4 - Fredrik Reinfeldt, Zweeds politicus
- 4 - Michael Skibbe, Duits voetballer en voetbalcoach
- 5 - Dorin Mateuț, Roemeens voetballer
- 6 - Ravi Coltrane, Amerikaans jazzsaxofonist
- 6 - Thomas Schönlebe, Duits atleet
- 6 - Mark Speight, Brits televisiepresentator (overleden 2008)
- 7 - Jocelyn Angloma, Frans voetballer
- 9 - Igoris Pankratjevas, Litouws voetballer en voetbaltrainer
- 10 - Stéphane Chambon, Frans motorcoureur en rallyrijder
- 10 - Toumani Diabaté, Malinees koraspeler (overleden 2024)
- 11 - Gunnar Halle, Noors voetballer
- 11 - Diana Woei, Nederlands meteorologe en televisieweervrouw
- 12 - Conny van Bentum, Nederlands zwemster
- 12 - Laurence Boissier, Zwitsers schrijfster (overleden 2022)
- 14 - Stef de Reuver, Nederlands acteur en poppenspeler
- 14 - Coen Verbraak, Nederlands programmamaker en presentator
- 16 - Eric van der Luer, Nederlands voetballer
- 16 - Viv Van Dingenen, Vlaams actrice
- 17 - Fred Grim, Nederlands voetballer en voetbaltrainer
- 17 - Mak Ka Lok, Macaus autocoureur
- 17 - Anton Pfeffer, Oostenrijks voetballer
- 18 - Céline van Balen, Nederlands fotografe (overleden 2023)
- 18 - Paolo Casoli, Italiaans motorcoureur
- 18 - Nils Rudolph, Duits zwemmer
- 19 - Kyra Sedgwick, Amerikaans actrice
- 19 - James Tomkins, Australisch roeier
- 19 - Frank Vercruyssen, Vlaams acteur
- 20 - Roger Cook, 31e premier van West-Australië
- 20 - KRS-One, Amerikaans rapper
- 20 - Moses Tanui, Keniaans atleet
- 20 - Marcel Versteeg, Nederlands atleet
- 20 - Arjen Visserman, Nederlands atleet
- 23 - Paul Schulten, Nederlands modeontwerper
- 24 - Marlee Matlin, Amerikaans actrice
- 25 - Frane Bućan, Kroatisch voetballer
- 26 - Mario Più, Italiaans dj/producer
- 27 - Ange Postecoglou, Australisch voetballer en voetbalcoach
- 28 - Shania Twain, Canadees zangeres
- 29 - Jari Vanhala, Fins voetballer
- 31 - Marc Corstjens, Belgisch atleet
- 31 - Mary Josephine Benson, Canadese dichter en journalist

### september
- 2 - Lennox Lewis, Brits-Canadees bokser
- 3 - Froukje de Jonge, Nederlands politica en bestuurster
- 3 - Costas Mandylor, Australisch acteur en voetballer
- 3 - Derek Redmond, Brits atleet
- 3 - Charlie Sheen, Amerikaans acteur
- 3 - Carlos Simon, Braziliaans voetbalscheidsrechter
- 4 - Marc Degryse, Belgisch voetballer
- 4 - Hedda zu Putlitz, Duits mountainbikester
- 6 - Wynand Havenga, Zuid-Afrikaans darter
- 7 - Angela Gheorghiu, Roemeens sopraan
- 7 - Darko Pančev, Macedonisch voetballer
- 7 - Jörg Pilawa, Duits televisiepresentator
- 7 - Uta Pippig, Duits atlete
- 7 - Andreas Thom, Duits voetballer
- 8 - Darlene Zschech, Australisch aanbiddingsleider en singer-songwriter
- 9 - Peter Bulckaen, Vlaams acteur
- 9 - Fiona Hering, Nederlands columniste, journaliste, publiciste en televisiepresentatrice
- 10 - Pål Lydersen, Noors voetballer
- 10 - Marco Pastors, Nederlands politicus (Leefbaar Rotterdam)
- 11 - Bashar al-Assad, Syrisch president
- 11 - Moby, Amerikaans techno-muzikant
- 11 - Shara Nelson, Brits zangeres en muzikante
- 11 - Graeme Obree, Schots wielrenner
- 13 - Diego Aguirre, Uruguayaans voetballer en trainer
- 14 - Dmitri Medvedev, Russisch politicus
- 15 - Manon Sikkel, Nederlands journaliste en kinderboekenschrijfster
- 16 - Karl-Heinz Riedle, Duits voetballer
- 17 - Hubert Pallhuber, Italiaans mountainbiker
- 17 - Bryan Singer, Amerikaans regisseur
- 17 - Jan Vreman, Nederlands voetballer
- 18 - Monique Klemann, Nederlands zangeres (Lois Lane)
- 19 - Helen Duval, Nederlands pornoactrice
- 19 - Thomas Erikson, Zweeds schrijver en gedragsdeskundige
- 19 - Joyce Sylvester, Nederlands politica en bestuurder
- 20 - Poul-Erik Høyer Larsen, Deens badmintonner
- 21 - Cheryl Hines, Amerikaans actrice
- 22 - Søren Lilholt, Deens wielrenner
- 24 - Fabrice Philipot, Frans wielrenner (overleden 2020)
- 24 - Robert Siboldi, Uruguayaans voetballer en voetbalcoach
- 26 - Petro Porosjenko, Oekraïens ondernemer en politicus
- 27 - Doug Chandler, Amerikaans motorcoureur
- 28 - Myriam Bronzwaar, Vlaams actrice
- 28 - Bernard Greene, Amerikaans-Duitse rapper bekend als B.G. the Prince of Rap (overleden in 2023)
- 28 - Jaroslav Timko, Slowaaks voetballer

### oktober
- 1 - Andreas Keller, Duits hockeyer
- 1 - Jean-Philippe Ruggia, Frans motorcoureur
- 2 - Raf Walschaerts, Vlaams cabaretier
- 2 - Ferhan en Ferzan Önder, Turks-Oostenrijkse pianisten
- 3 - Annemarie Verstappen, Nederlands zwemster
- 3 - Jan-Ove Waldner, Zweeds tafeltennisser
- 4 - Franca Fiacconi, Italiaans atlete
- 5 - Theo Bos, Nederlands voetballer (overleden 2013)
- 5 - Terje Hauge, Noors voetbalscheidsrechter
- 5 - Els de Schepper, Vlaamse actrice, cabaretière en schrijfster
- 5 - Marijne van der Vlugt, Nederlandse zangeres en presentatrice
- 5 - Gregor Židan, Sloveens voetballer
- 6 - Cristián Bustos, Chileens triatleet
- 6 - Jürgen Kohler, Duits voetballer
- 6 - Janez Pate, Sloveens voetballer en voetbalcoach
- 6 - Steve Scalise, Amerikaans politicus
- 6 - Jan Wilm Tolkamp, Nederlands gitarist en zanger
- 8 - Matt Biondi, Amerikaans zwemmer en meervoudig olympisch kampioen
- 8 - Dougie McDonald, Schots voetbalscheidsrechter
- 9 - Eric van der Burg, Nederlands politicus
- 9 - Dionicio Cerón, Mexicaans atleet
- 9 - Sylvia Witteman, Nederlands journaliste en columniste
- 10 - Chris Penn, Amerikaans acteur (overleden 2006)
- 11 - Geert Mul, Nederlands videokunstenaar
- 13 - Johan Museeuw, Belgisch wielrenner
- 14 - Steve Coogan, Engels acteur, komiek, producent en schrijver
- 15 - Susan Visser, Nederlands actrice
- 17 - Cecilia Wikström, Zweeds politica, predikante en schrijfster
- 19 - Stefano Pioli, Italiaans voetballer en voetbaltrainer
- 21 - Pepijn Bierenbroodspot, Nederlands presentator en voice-over
- 21 - Ion Andoni Goikoetxea, Spaans-Baskisch voetballer
- 22 - Lindita Nikolla, Albanees politica
- 23 - Petra Berger, Nederlands zangeres en musicalactrice
- 24 - Mario van Baarle, Nederlands wielrenner
- 24 - Zsuzsa Bánk, Duits schrijfster
- 25 - Derrick Rostagno, Amerikaans tennisser
- 26 - Humberto Tan, Nederlands televisiepresentator, schrijver en kledingontwerper
- 27 - Oleg Kotov, Oekraïens kosmonaut
- 27 - Stefan Prein, Duits motorcoureur
- 28 - Claus Bo Larsen, Deens voetbalscheidsrechter
- 28 - Franck Sauzée, Frans voetballer en voetbaltrainer
- 29 - Chen Xiaoxu, Chinees actrice en zakenvrouw (overleden 2007)
- 31 - Ruud Hesp, Nederlands voetbaldoelman
- 31 - Denis Irwin, Iers voetballer
- 31 - Iryna Jatsjanka, Sovjet-Russisch/Wit-Russisch atlete

### november
- 1 - Laetitia Griffith, Surinaams-Nederlands politica (VVD)
- 2 - Bobby Dall (artiestennaam van Robert Harry Kuykendall), Amerikaans bassist (Poison)
- 3 - Bakir Beširević, Bosnisch voetballer
- 3 - John Feskens, Nederlands voetballer
- 3 - Gert Heerkes, Nederlands voetbaltrainer
- 5 - Aytaç Biter, Turks autocoureur
- 5 - Andrew Crosby, Canadees roeier
- 5 - Peter Kjær, Deens voetballer
- 8 - Jahn Ivar Jakobsen, Noors voetballer
- 9 - Kerstin Förster, Oost-Duits roeister
- 9 - Rick Nieman, Nederlands televisiepresentator en journalist
- 9 - Rob Zorn, Nederlands zanger
- 10 - Eddie Irvine, Noord-Iers autocoureur
- 10 - Arthur Yap, Filipijns politicus
- 11 - Kåre Ingebrigtsen, Noors voetballer
- 11 - Aldair Santos do Nascimento, Braziliaans voetballer
- 13 - Tommie Earl Jenkins, Amerikaans acteur
- 13 - Željko Petrović, Joegoslavisch voetballer en voetbaltrainer
- 13 - José Manuel de la Torre, Mexicaans voetballer en voetbaltrainer
- 15 - Nigel Bond, Engels snookerspeler
- 15 - Veronica Cochelea-Cogeanu, Roemeens roeister
- 15 - Robert Pecl, Oostenrijks voetballer
- 16 - Mika Aaltonen, Fins voetballer
- 16 - Marino Alonso, Spaans wielrenner
- 18 - Marcel Arntz, Nederlands wielrenner
- 18 - Jacek Ziober, Pools voetballer
- 19 - Laurent Blanc, Frans voetballer
- 20 - John Burra, Tanzaniaans atleet
- 21 - Björk, IJslands zangeres
- 21 - Joaquim Gomes, Portugees wielrenner
- 22 - Birgit Lennartz, Duits atlete
- 22 - Mads Mikkelsen, Deens acteur
- 23 - Rodion Gataullin, Sovjet-Russisch/Russisch atleet
- 25 - Kathleen Heddle, Canadees roeister (overleden 2021)
- 25 - Dougray Scott, Schots acteur
- 26 - Scott Adsit, Amerikaans acteur
- 26 - Jelle Paulusma, Nederlands songwriter, zanger en gitarist
- 26 - Des Walker, Engels voetballer
- 27 - Patrick Dik, Nederlands voetballer (overleden 2022)
- 27 - Sammie Moreels, Belgisch wielrenner
- 28 - Filip Anthuenis, Vlaams politicus
- 29 - Marlies Dekkers, Nederlands modeontwerpster
- 30 - Pieter van Ede, Nederlands hockeyer
- 30 - Ismo Lius, Fins voetballer
- 30 - Ben Stiller, Amerikaans acteur

### december
- 4 - Astrid Holleeder, Nederlands advocate en schrijfster
- 4 - Álex de la Iglesia, Spaans filmregisseur
- 4 - Ulf Kirsten, Duits voetballer
- 5 - John Rzeznik, Amerikaans zanger, gitarist en liedjesschrijver
- 6 - Mike Windischmann, Amerikaans voetballer
- 7 - Colin Hendry, Schots voetballer
- 7 - Dorien de Vries, Nederlands plankzeilster
- 7 - Jeffrey Wright, Amerikaans acteur
- 9 - Martin Ingvarsson, Zweeds voetbalscheidsrechter
- 10 - Alain Hamer, Luxemburgs voetbalscheidsrechter
- 10 - Joseph Mascis, Amerikaans muzikant
- 13 - Nicole van Kilsdonk, Nederlands filmregisseuse en scenarioschrijfster
- 16 - Luc Devroe, Belgisch voetbalbestuurder en spelersmakelaar
- 16 - Angelina Kanana, Keniaans atlete
- 16 - Alexander Pechtold, Nederlands politicus (D66)
- 17 - Ronald Giphart, Nederlands schrijver
- 17 - Jasna Šekarić, Servisch sportschutter
- 21 - Anke Engelke, Duits actrice en presentatrice
- 21 - Cem Özdemir, Duits politicus
- 23 - Doug Gillard, Amerikaans singer-songwriter, gitarist en componist
- 23 - Andreas Kappes, Duits wielrenner (overleden 2018)
- 24 - Martin Atkins, Engels darter
- 24 - Ingeborg Wieten, Nederlands actrice
- 25 - Ed Davey, Brits politicus (Liberal Democrats)
- 28 - Ton Baltus, Nederlands atleet
- 28 - Olli Rahnasto, Fins tennisser
- 29 - Dexter Holland, Amerikaans zanger
- 30 - Esam Abd El Fatah, Egyptisch voetbalscheidsrechter
- 30 - Morris Gould, Britse dj/producer
- 30 - Tito Rodrigues, Surinaams atleet
- 31 - Tony Dorigo, Engels voetballer
- 31 - Gong Li, Chinees actrice

### datum niet bekend
- Said Atabekov, Oezbeeks kunstenaar en fotograaf
- Bernhard Brandl, Duits sterrenkundige
- Anjet Daanje, Nederlands schrijfster en scenariste
- Muratbek Djoemaliev, Kirgizisch beeldend kunstenaar
- Jan-Kees Emmer, Nederlands journalist
- Waheed Karim, Afghaans atleet
- David Kleijwegt, Nederlands programmamaker
- Annetje Ottow, Nederlands hoogleraar economisch publiekrecht
- Ganchoegiyn Poerevbat, Mongools schilder, museumdirecteur en lama
- Joanie de Rijke, Nederlands (oorlogs)journaliste en publiciste
- Caroline Strubbe, Belgisch filmregisseuse en scenarioschrijfster

## Weerextremen in België
- 10 januari: Erge overstromingen in Laag-België.
- 27 mei: Neerslag tot 91 mm in Pâturages (Colfontaine).
- mei: Mei met hoogste neerslagtotaal: een neerslagtotaal met 145,6 mm (normaal 61,6 mm).
- lente: Lente met hoogste neerslagtotaal: 299,7 mm (normaal 196,2 mm).
- 16 juni: Neerslag tot 76 mm in Sint-Job-in-'t-Goor (Brecht).
- 23 augustus: Neerslag tot 99mm in Veurne.
- oktober: Oktober met hoogste zonneschijnduur : 238 uur (normaal 130 uur).
- oktober: Oktober met laagst aantal neerslagdagen: 5 (normaal 17).
- 13 november: Heel België, uitgezonderd de kust, is overdekt met een dunne sneeuwlaag.
- 29 november: De luchtdruk daalt tot 967 hPa in Ukkel (luchtdruk, herleid tot zeeniveau).
- 9 december: Neerslag tot 78 mm in Paliseul. Deze neerslag leidt tot overstromingen in verschillende streken.
- Jaarrecord: Natste jaar van de eeuw in Ukkel: de totale hoeveelheid neerslag: 1073,9 mm (normaal : 804,1 mm). (In 2001 (1089 mm) en 2002 (1077 mm)).

Bron: KMI Gegevens Ukkel 1901-2003  met aanvullingen